# Torijevci
Torijevci (eng. Tory) ili stranka torijevaca (eng. Tory party) bili su povijesna britanska politička stranka. Danas se tim pojmom nazivaju pripadnici Konzervativne stranke, koja je 1830. godine zamijenila torijevsku i time postala njezinom svojevrsnom nasljednicom.
Stranka torijevaca javlja se krajem 17. stoljeća kao suparnik vigovcima, reformističkoj građanskoj stranci. Riječ torijevac dolazi iz irske riječi tóraí - razbojnik, a upotrebljavali su je politički suparnici. Poslije Slavne revolucije 1688. godine pretežno se smatra strankom aristokracije, sa snažnom potporom monarhiji i Engleskoj crkvi.